# Lasioglossum scirpaceum
Lasioglossum scirpaceum är en biart som först beskrevs av Warncke 1975.  Lasioglossum scirpaceum ingår i släktet smalbin, och familjen vägbin. Inga underarter finns listade i Catalogue of Life.